# Pseudorchetypus
Pseudorchetypus is een geslacht van rechtvleugeligen uit de familie Chorotypidae. De wetenschappelijke naam van dit geslacht is voor het eerst geldig gepubliceerd in 1974 door Descamps.

## Soorten
Het geslacht Pseudorchetypus  is monotypisch en omvat slechts de volgende soort:
- Pseudorchetypus greeni (Burr, 1899)